# شعيبيات تركية
الشعيبيات التركية هي حلوى تركية تشبه البقلاوة. محشوة بالقشطة المصنوعة من الحليب والسميد والمكسرات (الجوز أو الفستق). لها طبقة خارجية ناعمة ولكن قشرية وحشوتها قشدي.